# Вулиця Квітки Цісик (Хмельницький)
Ву́лиця Кві́тки Ці́сик — вулиця у Хмельницькому, в мікрорайоні Гречани. З'єднує вулицю Волочиську, від залізничного переїзду, з вулицею Польовою.

## Історія
Розташована в масиві приватної забудови мікрорайону Гречани. Вулиця сформувалася та отримала свою назву (від колгоспу, що існував колись в Гречанах) ще за часів існування приміського села Гречани, яке в 1946 році було приєднано до Проскурова. У 1966 році частину вулиці Колгоспної (від вулиці Шухевича до залізничного переїзду), що примикає до провулка Зенітного, перейменували у вулицю Зенітну. Таким чином нині вулиця пролягає від залізничного переїзду до південної околиці мікрорайону.
19 лютого 2016 році вулиця Колгоспна була перейменована та отримала назву на честь Квітки Цісик, відомої американської співачки українського походження.